# 1697
1697 (MDCXCVII) byl rok, který dle gregoriánského kalendáře započal úterým.

## Události
- 9. března – Ruský car Petr Veliký se vydal na více než roční cestu po Evropě.
- 5. dubna – Po 37 letech vlády zemřel švédský král Karel XI. a na trůn nastoupil jeho syn Karel XII.
- 11. září – V bitvě z Zenty, rozhodující bitvě Velké turecké války porazila vojska Svaté ligy pod velením rakouského vojevůdce Evžena Savojského armádu Osmanské říše.
- 20. září – uzavřen Rijswijkský mír, který ukončil válku mezi Francií a tzv. Velkou aliancí
- začíná hladomor ve Finsku (1697–1699)
- Koldínův zákoník se stává jediným zákoníkem městského práva platným na Moravě

### Probíhající události
- 1683–1699 – Velká turecká válka
- 1688–1697 – Devítiletá válka
- 1689–1697 – Válka krále Viléma

## Narození
Česko

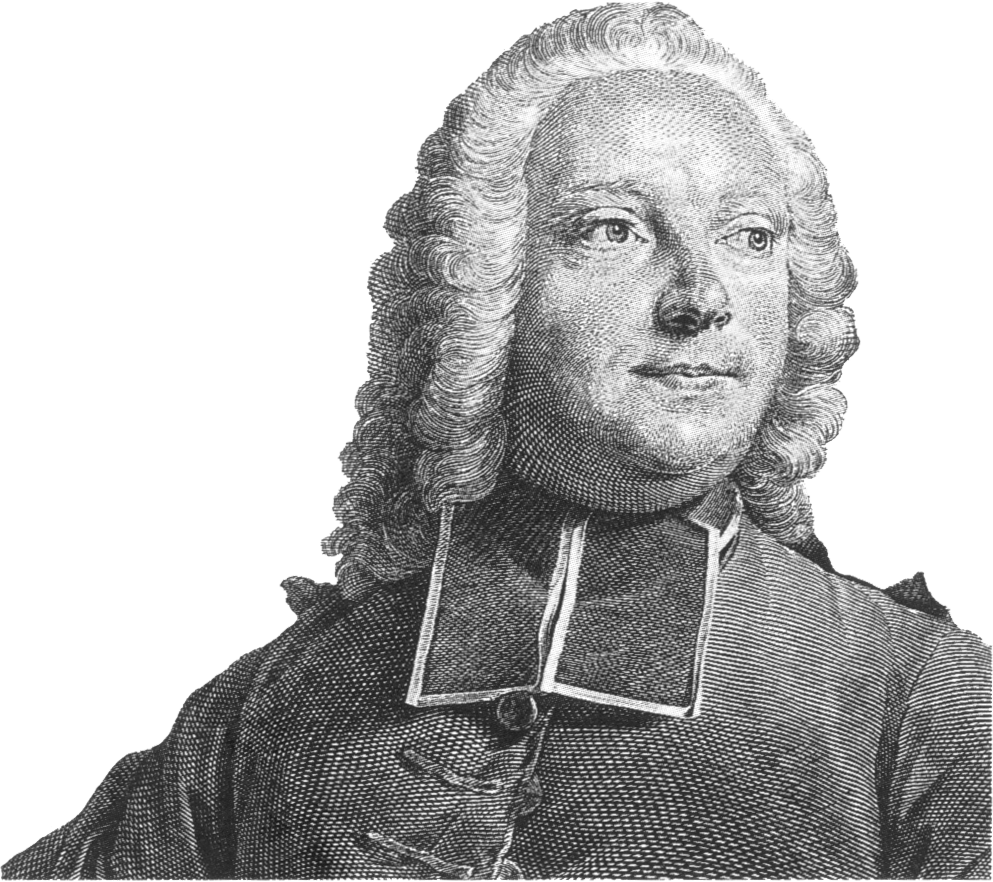
Antoine François Prévost (1697–1763)

- leden – Josef Jiří Jelínek, barokní sochař a řezbář († 23. ledna 1776)
- 16. dubna – Jan Antonín Scrinci, lékař a fyzik, rektor UK († 28. dubna 1773)
- 13. prosince – Lazar Widemann, český sochař a řezbář († 29. ledna 1769)
- neznámé datum – Ignác Hubatka, skladatel († 4. února 1745)
- neznámé datum – Jan Václav Přepyský z Rychemberka, šlechtic († 11. září 1765)

Svět
- 1. ledna – Antonio Galli da Bibbiena, italský malíř a architekt († 28. ledna 1774)
- 30. ledna – Johann Joachim Quantz, německý flétnista a skladatel († 12. července 1773)
- 15. února – Vito Maria Amico, italský historik a politik († 15. prosince 1762)
- 1. dubna – Antoine François Prévost, francouzský spisovatel († 23. prosince 1763)
- 10. května – Jean-Marie Leclair, francouzský skladatel a houslový virtuos († 22. října 1764)
- 6. srpen – Karel VII. Bavorský, vévoda a kurfiřt bavorský, (vzdoro)císař Svaté říše římské († 1745)
- 7. října – Giovanni Antonio Canal, italský malíř († 1768)
- 8. října – Cornelis Troost, nizozemský malíř období baroka († 7. března 1750)
- 10. listopadu – William Hogarth, anglický malíř a grafik († 26. října 1764)
- 5. prosince – Giuseppe de Majo, italský skladatel († 18. listopadu 1771)

## Úmrtí
Česko
- 12. června – Matthaeus Zeidler, jezuitský teolog, rektor olomoucké univerzity (* 26. listopadu 1626)

Svět
- 1. března – Francesco Redi, italský lékař a přírodovědec (* 18. února 1626)
- 5. dubna – Karel XI., švédský král (* 24. listopadu 1655)
- 7. července – John Aubrey, anglický starožitník a spisovatel (* 12. března 1626)
- 22. listopadu – Libéral Bruant, francouzský architekt (* 1636)
- 17. prosince – Eleonora Marie Josefa Habsburská, dcera císaře Ferdinanda III., polská královna (* 21. května 1653)

## Hlavy států
- Anglie – Vilém III. (1688–1702)
- Francie – Ludvík XIV. (1643–1715)
- Habsburská monarchie – Leopold I. (1657–1705)
- Osmanská říše – Mustafa II. (1695–1703)
- Polsko-litevská unie – August II. Silný (1697–1706)
- Rusko – Petr I. Veliký (1682–1725)
- Španělsko – Karel II. (1665–1700)
- Švédsko – Karel XI. (1660–1697) / Karel XII. (1697–1718)
- Papež – Inocenc XII. (1691–1700)
- Perská říše – Husajn Šáh